# 服部安佑香
服部 安佑香（はっとり あゆか、1987年10月1日 - ）は、日本の元女子バレーボール選手。

## 来歴
三重県四日市市出身。実姉がバレーボールを始めた影響で、小学校2年生からバレーボールを始める。
八王子実践高校時代は同級生の和田麻里江、滝沢ななえとともに春高バレー等で活躍。JOC大会では、1セットも落とさずに優勝した東京選抜の代表として選ばれ、高校時代には韓国遠征の日本代表として、また柳本JAPANにも招集された。
2006年、武富士バンブーに入団。同期に石川友紀と石田瑞穂。しかし、同期2人が活躍するのとは対照的に、怪我で戦線離脱を余儀なくされて最初の2年間は試合に出場できなかった。2008年11月1日、2008/09シーズン開幕戦（トヨタ車体クインシーズ戦）にて念願のV・プレミアリーグデビューを果たす。その後もシーズンを通してウイングスパイカーのレギュラーとして活躍した。
2009年5月、武富士バンブーの廃部に伴い、同年7月、V・チャレンジリーグの上尾メディックスに移籍した。2012年6月、同チームを退部。
2012年4月、新たな道を目指し東京女子体育大学へ進学し、バレーボール部に在籍。2013年のユニバーシアード代表に選出された。

## 人物・エピソード
- 上尾中央総合病院では、人事課に所属していた。
- パイオニアレッドウィングスに所属していた服部晃佳は実姉である。

## 所属チーム
- 橋北バレーボールスポーツ少年団
- 八王子実践中
- 八王子実践高等学校
- 武富士バンブー（2006-2009年）
- 上尾メディックス（2009-2012年）
- 東京女子体育大学

## 個人成績
Vプレミアリーグレギュラーラウンドにおける個人成績は下記の通り。
| シーズン | 所属   | 出場 | 出場   | アタック | アタック | アタック | アタック | ブロック | ブロック | サーブ | サーブ | サーブ | サーブ | レセプション | レセプション | 総得点 | 備考 |
| -------- | ------ | ---- | ------ | -------- | -------- | -------- | -------- | -------- | -------- | ------ | ------ | ------ | ------ | ------------ | ------------ | ------ | ---- |
| シーズン | 所属   | 試合 | セット | 打数     | 得点     | 決定率   | 効果率   | 決定     | /set     | 打数   | エース | 得点率 | 効果率 | 受数         | 成功率       | 総得点 | 備考 |
| 2006/07  | 武富士 | 0    | 0      | 0        | 0        | 0.0%     | %        | 0        | 0.00     | 0      | 0      | 0.00%  | 0.0%   | 0            | 0.0%         | 0      |      |
| 2007/08  | 武富士 | 0    | 0      | 0        | 0        | 0.0%     | %        | 0        | 0.00     | 0      | 0      | 0.00%  | 0.0%   | 0            | 0.0%         | 0      |      |
| 2008/09  | 武富士 | 21   | 91     | 559      | 185      | 33.1%    | %        | 22       | 0.24     | 295    | 10     | 3.39%  | 10.9%  | 405          | 58.8%        | 217    |      |
| 通算     | 通算   | 21   | 91     | 559      | 185      | 33.1%    | %        | 22       | 0.24     | 295    | 10     | 3.39%  | 10.9%  | 405          | 58.8%        | 217    |      |

※上尾在籍時のデータはチャレンジリーグの為記載せず。